# Denticrytea comptula
Denticrytea comptula là một loài tò vò trong họ Ichneumonidae.